# Holding Poison
Holding Poison è un singolo del gruppo musicale statunitense Foo Fighters, pubblicato il 18 febbraio 2022 come settimo estratto dal decimo album in studio Medicine at Midnight.

## Descrizione
Si tratta dell'ultimo singolo pubblicato con il batterista Taylor Hawkins, morto il 25 marzo 2022 nel corso della tournée sudamericana in supporto al disco.

## Formazione
Gruppo
- Dave Grohl – voce, chitarra
- Taylor Hawkins – batteria
- Nate Mendel – basso
- Chris Shiflett – chitarra
- Pat Smear – chitarra
- Rami Jaffee – tastiera

Altri musicisti
- Barbara Gruska – cori
- Samatha Sidley – cori
- Laura Mace – cori
- Inara George – cori
- Violet Grohl – cori
- Omar Hakim – percussioni

Produzione
- Greg Kurstin – produzione
- Foo Fighters – produzione
- Alex Pasco – assistenza tecnica
- Darrell Thorp – ingegneria del suono
- Mark "Spike" Stent – missaggio
- Matt Wolach – assistenza al missaggio
- Randy Merrill – mastering